# Ecrom
Ecrom (em hebraico: עֶקְרוֹן; romaniz.: Eqron ou Ekron) foi uma das cinco cidades filisteias no sudoeste de Canaã. Era uma cidade na divisa da fronteira entre a Filisteia e o Reino de Judá, num local (agora Tel Micne) perto da pequena vila de Aquir. Encontra-se a 35 km a sudoeste de Jerusalém, e 18 quilômetros ao norte da cidade de Gate, na divisa da planície ocidental (litoral). As escavações realizadas no período de 1981 - 1996 fizeram de Ecrom um dos melhores locais filisteus já documentados.

## História
Ecrom foi uma região indígena de Canaã. A cidade cananeia tinha quase desaparecido num incêndio no século XIII a.C., mas foi reconstruída por filisteus no começo da idade do ferro, por volta dos anos 1 200 a.C.
Ecrom é mencionada livro de Josué capítulo 13, versículo 3:
"(desde o braço do Nilo, que está defronte do Egito, e para cima até a fronteira de Ecrom, ao norte, costumava ser considerada como pertencente aos cananeus); cinco senhores do eixo dos filisteus: os gazitas e os asdoditas, os ascalonitas, os geteus e os ecronitas; e os avins. ."
Josué 3:13 relata Ecrom como uma cidade na fronteira dos filisteus e uma das cinco maiores cidades filisteias, e Josué 15:11 menciona como uma das cidades satélites e as vilas de Ecrom. A cidade foi concedida mais tarde à tribo de Dã (Josué 19:43), mais tarde porém, veio a ser novamente dos filisteus. Foi o último lugar para onde os filisteus teriam levado a arca da aliança quando a roubaram de Israel. A presença da Arca teria provocado "uma confusão mortífera" nesta cidade, de modo que a Arca foi finalmente devolvida aos judeus (I Samuel 5:10; 6:1 - 8,16, 17).
Havia ali um grande santuário de Baal. O ídolo de Baal que foi adorado era chamado Baal-Zebube (Dono das Moscas) ou 'Belzebu: (II Reis 1:2):
 "Então caiu Acazias pela gelosia do seu quarto de terraço, que estava em Samaria, e adoeceu. Enviou, pois, mensageiros e disse-lhes: "Ide, consultai a Baal-Zebube, deus de Ecrom, sobre se eu reviverei desta doença."
As fontes não hebraicas também fazem referências a Ecrom. Uma colheita em Ecrom de 712 a.C. aparece em relevos das paredes do palácio de Sargão II da Assíria em Corsabade.
Nas inscrições reais do rei assírio Senaqueribe (r. 704–681 a.C.), no relato de sua terceira campanha (em 701 a.C.) na região Levante, Padî, rei de Ecrom, é descrito como aliado assírio que foi preso pelos nobres da cidade e entregue ao rei Ezequias, de Judá. Após intervenção assíria em Jerusalém, capital de Judá, Padî foi recolocado no trono de Ecrom, tendo recebido, assim como outros reis da região, parte das terras de Judá, separadas após a intervenção assíria.
Em 1996 foi descoberta a inscrição de Tel Mikné com o nome da cidade filisteia de Ecrom e uma lista de seus reis. As escavações no complexo do famoso templo, no imenso palácio de Senaqueribe, recuperaram artefatos significativos para a arqueologia bíblica, incluindo uma inscrição dedicada ao "rei" de Ecrom Aquis. A inscrição identifica claramente o local, e mostra a genealogia real, na ordem: dos pais aos filhos: Iair, Ada, Iacide, Padi, Aquis.
Asdode e Ecrom sobreviveram e transformaram-se em cidade-estados poderosas dominadas pela Assíria no século VII a.C. A cidade pode ter sido destruída pelo rei de Babilônia Nabucodonosor II por volta de 603 a.C., segundo a descrição de I Macabeus 10:89.